# Parantennuloidea
Super-famille
Les Parantennuloidea  Willmann, 1940 sont une super-famille d'acariens des Antennophorina.
Elle est composée de deux familles.

## Liste des familles
- Parantennulidae Willmann, 1940
- Philodanidae Kethley, 1977